# Petite rivière Bleue
Pour les articles homonymes, voir Rivière Bleue.
La Petite rivière Bleue est un affluent rive droite de la rivière Bleue, coulant dans la partie sud de la péninsule gaspésienne, dans les municipalités de Saint-Honoré-de-Témiscouata, Saint-Elzéar-de-Témiscouata et Pohénégamook, dans la municipalité régionale de comté (MRC) de Témiscouata, dans la région administrative du Bas-Saint-Laurent, au Québec, au Canada.
Le cours de la rivière est accessible par le chemin du rang des Prés-Verts et la rue des Peupliers Ouest.

## Géographie
La Petite rivière Bleue prend sa source à l'embouchure du Lac Plat (longueur : 1,0 km ; altitude : 411 m) situé dans la municipalité de Saint-Honoré-de-Témiscouata, dans les monts Notre-Dame. Ce lac est entouré d'une zone de marais.
Cette confluence est située à :
- 7,3 km au Sud-Est de la limite de la MRC de Rivière-du-Loup (municipalité régionale de comté) ;
- 20,1 km au Nord du centre du village de Sully ;
- 24,1 km au Nord-Est de la confluence de la « Petite rivière Bleue » ;
- 19,1 km au Nord-Est de l'embouchure du Lac Pohénégamook.

À partir de sa source, la « petite rivière Bleue » coule sur 26,7 km :
- 1,5 km vers le Sud dans la municipalité de Saint-Honoré-de-Témiscouata, jusqu'à la confluence de la rivière des Prairies (petite rivière Bleue) (venant du Nord) ;
- 4,1 km vers le Sud-Est, jusqu'à la décharge du Lac du Diable ;
- 1,5 km vers le Sud-Est, en traversant le Lac Bleu (altitude : 316 m), jusqu'à la limite de la municipalité de Saint-Elzéar-de-Témiscouata ;
- 4,2 km vers le Sud-Est, en formant une courbe vers l'Est, jusqu'à la limite de la municipalité de Pohénégamook ;
- 1,5 km vers le Sud-Est, jusqu'à la limite de la municipalité de Saint-Elzéar-de-Témiscouata ;
- 3,4 km vers le Sud, jusqu'à la limite de la municipalité de Pohénégamook ;
- 0,5 km vers le Sud, jusqu'à la limite de la municipalité de Saint-Elzéar-de-Témiscouata ;
- 0,5 km vers le Sud dans Saint-Elzéar-de-Témiscouata, jusqu'à la confluence de la rivière Bleue Sud-Ouest (Petite rivière Bleue) ;
- 6,4 km vers le Sud-Est, jusqu'au pont routier ;
- 0,2 km vers le Sud, jusqu'à la limite de la municipalité de Pohénégamook ;
- 2,9 km vers le Sud-Est, jusqu'à la confluence de la rivière[2].

La « petite rivière Bleue » se déverse sur la rive Nord de la rivière Saint-François (fleuve Saint-Jean) laquelle coule vers le Sud-Est jusqu'à la rive Nord du Fleuve Saint-Jean. La confluence de la « petite rivière Bleue » est située face à une île que la rivière contourne en formant une grande boucle vers le Sud.

## Toponymie
Le toponyme "petite rivière Bleue" dérive des autres toponymes du secteur utilisant le même nom : rivière Bleue, Rivière-Bleue (municipalité)...
Le toponyme "Petite rivière Bleue" a été officialisé le 5 décembre 1968 à la Commission de toponymie du Québec.